# Rachel Alejandro
Rachel Alejandro (nacida en 1974) es una cantante y actriz filipina, hija del cantante y actor Hajji Alejandro. Su primo es el cantante Niño Alejandro.

## Carrera
Ella por primera vez se hizo conocer en el mundo del espectáculo a la edad de 12 años, cuando era huésped de un popular programa de televisión llamado "Eso es entretenimiento". A los 15 de edad, tras su exitosa carrera en la televisión, Rachel grabó su primer álbum titulado, "Sólo un minuto", registrado bajo el sello de Alpha Records. Su álbum generó éxitos, gracias a las canciones que la llevaron a la fama como; "Sr. Kupido", "KSP (Kulang Sa Pansin)" y "Kay Tagal". Obtuvo un disco de oro gracias a su carrera, que estuvo en su gran apogeo y funcionamiento. Su segundo álbum, "Mira ahora de mí", lanzó un tema musical titulado "Nakapagtataka", que luego fue firmada por su padre Hajji Alejandro. Rachel presentó otra versión de un nuevo tema musical, que obtuvo el premio "Awit", siendo nominada como la Mejor Artista Femenina, también obtuvo otro premio por la "Fundación Memorial Guillermo Mendoza", nominada como la Mejor cantante y animadora de televisión. Rachel se convirtió en la primera artista en recibir esta vez un disco de platino en 1992. Ese mismo año, ella compitió en un "Festival Internacional de Música", organizada en Braşov, Rumania, en la que interpretó un tema musical de una canción exitosa de la versión original rumana. Su álbum de 1994, "Sentimental", lanza su próximo corte musical titulado "Na Paalam", que fue escrita por la misma Rachel, contando con el apoyo de su exnovio, el cantante Dingdong Avanzado. En 1996, a los 22 años de edad, ha realizado una gira de conciertos dentro y fuera de Filpinas. Tras el aniversario del lanzamiento de su nuevo álbum en vivo, figuraron famosos intérpretes invitados como Janno Gibbs, Ogie Alcasid y un grupo de niños de la calle. En el Festival de la Canción "Metropop 2000", fue también ganadora. Como actriz, ha participado en varias películas y producciones teatrales, que también la llevaron a la fama.

## Vida personal
Su madre y su padre Hajji, se separaron cuando ella era aún más joven. Aunque Rachel, con su padre y su hermana han seguido viviendo juntos en Manila, luego se trasladaron a los Estados Unidos, para residir por algún tiempo. 

## Controversias
Tras el lanzamiento de una pregunta en un programa de radio llamado "Radio DJ Mo", en su página de "Twister", provocó controversias. Esto cuando la pregunta fue dirigida a la cantante Regine Velásquez, quien admitió que ella no era una fan de Rachel y luego a Kris Aquino, quien admitió de ser la peor actriz.

## TV Shows
- Eso es Entretenimiento (GMA Network)
- Sábado Entretenimiento (GMA Network)
- Young Love, Sweet Love (RPN 9)
- GMA Telesine Especiales (GMA Network)
- Sang Linggo NAPO Sila (ABS-CBN 2)